# Mally Haaland
Mally Haaland, född Amalie Charlotte Carenius Halvorsen 26 maj 1887 i Stavern, död 23 februari 1934 i Oslo, var en norsk skådespelare.
Haaland debuterade 1908 vid Laviks turnéteater och turnerade 1910 med Det Norske Spellaget. År 1912 spelade hon Gina i Henrik Ibsens Vildanden på Stavangers teater och var under några år även engagerad vid Trondheims Teater. När Det norske teatret öppnades 1913 knöts hon direkt till teatern och verkade där i tre omgångar fram till 1928. Från 1928 till sin död 1934 var hon med ett par års avbrott engagerad vid Det Nye Teater. Hon var känd som komiker vilket kom till uttryck såväl i farsfigurer som i karaktärsroller. Bland hennes roller märks Maren i Arne Garborgs Læraren och Petrina i Oskar Braatens Ungen. Vid sidan av teatern medverkade hon också i ett par filmer. Hon debuterade 1926 i Leif Sindings stumfilm Vägarnas kung. År 1933 spelade hon i Gustaf Molanders talfilm En stille flirt.
Hon var gift med skådespelaren Ingjald Haaland i dennes första äktenskap. Tillsammans fick de dottern, skådespelaren Turid Haaland.

## Filmografi
- 1926 – Vägarnas kung – Signors
- 1933 – En stille flirt – fru Wilder